# Accident nuclear

Transferència de la radiació atmosfèrica als humans

Un accident nuclear o radiològic és un esdeveniment que podria conduir a un alliberament de material radioactiu o un nivell de radiació que pugui afectar la salut pública.
L'accident nuclear pot ocórrer a un lloc de la indústria de l'energia nuclear (una fàbrica de d'enriquiment d'urani, una central nuclear, en un dipòsit de residus radioactius o en una altra entitat que desenvolupa elements nuclears (post militar, hospital, laboratori d'investigació, etc.), o en un submarí, portaavions i els trencaglaç de propulsió nuclear. Els accidents també poden ocórrer durant el transport de materials radioactius (inclosos el material mèdic, i el combustible nuclear, els residus radioactius i les armes nuclears).
Un accident, independentment de la seva causa, es defineix com un cas fortuït, imprevist, que resulta o pot resultar en lesions o danys a la salut de les persones directament involucrades. En el cas d'accidents causats per la radiació ionitzant. S'exclou així accions de guerra o les accions terroristes.
Els accidents que impliquen radiacions ionitzants són esdeveniments rars. A mesura que cada incident en tenia les seves pròpies característiques, es va esperar per derivar la creació unes regles genèriques, únicament sobre la base d'un sol accident, amb l'objectiu de prevenir o gestionar millor futurs accidents.

## Tipus d'accidents nuclears

### Fusió del nucli
Una fusió del nucli és un terme usat per un accident greu del reactor nuclear el qual el nucli està danyat per sobreescalfament.
S'ha definit com la fusió accidental del nucli d'un reactor nuclear, i es refereix a un col·lapse ja sigui complet o parcial del nucli.
Aquest tipus d'accident succeeix quan la calor generada pel reactor del nucli supera la calor eliminada pel sistema de refrigeració fins a tal punt que un element del combustible nuclear arriba al seu punt de fusió. No s'ha de confondre amb la fallada de combustible la qual no és causada per altes temperatures.
Una fusió del nucli pot ser causada per una pèrdua de refrigerant, una baixada de pressió del refrigerant, una baixada del cabal del refrigerant o com a resultat d'una excursió de criticitat en què el reactor es fa funcionar a un nivell de potència que excedeixi els límits de disseny.

### Accidents de criticitat
Un accident de criticitat (també es fa referència a vegades com una “excursió” o “excursió de potència”) succeeix quan una reacció nuclear en cadena és accidentalment permesa en material fissionable, tal com l'urani enriquit o el plutoni. L'accident de Txernòbil és un exemple d'accident de criticitat. En aquest accident es va destruir un reactor de la planta i va deixar una gran àrea geogràfica inhabitable. Un accident de menor escala, a Sarov, un tècnic que treballava amb urani altament enriquit va ser irradiat mentre estava preparant un experiment en una esfera de material fissible

### Calor de desintegració
Aquesta mena d'accidents es causen on la calor es genera per la desintegració radioactiva. En un gran reactor nuclear, una pèrdua de refrigerant pot danyar el nucli: per exemple, en el cas de Three Mile Island
una recent apagada del reactor PWR ha deixat el nucli sense refrigeració durant un llarg període. Com a conseqüència, el combustible nuclear es va danyar i el nucli va quedar parcialment fos. L'Eliminació de la calor de desintegració és un factor important per la seguretat del reactor, especialment poc després de la seva parada. Si no es retira aquesta calor de desintegració pot provocar que la temperatura del nucli del reactor s'elevi a nivells perillosos i causar accidents nuclears.
L'eliminació de la calor s'aconsegueix generalment a través de diversos sistemes redundants i es dissipa sovint amb un “embornal de calor” que té una gran capacitat i no requereix potència activa, tot i que aquest mètode s'utilitza normalment després que la calor de desintegració s'hagi reduït a un valor molt petit.

### Transport
Els accidents d'aquest tipus poden causar un alliberament de radioactivitat com a resultat de danyar el blindatge o protecció del contenidor. A Cochobamba una càrrega defectuosa de radiografia gamma va ser transportada en un autobús de passatgers i la font de raigs gamma va irradiar a alguns passatger degut al mal estat del blindatge.

### Fallada d'equips
La fallada dels equips és un possible tipus d'accident i el més relacionat és amb la fallada de control de software com en el cas dels equips de radioteràpia mèdica de Therac-25: l'eliminació d'un bloqueig de seguretat de hardware en un nou model va donar lloc als pacients una dosi massiva en un conjunt específic de condicions.

### Error humà
Molts dels grans accidents nuclears han estat directament atribuïts a l'error humà com en el cas de Txernòbil.

### Pèrdua de fonts
Es fa referència bàsicament a incidents en què una font radiativa es perd, és robada o s'abandona. Aquesta font podria causar danys tant al medi ambient com en els éssers vius.

## Accidents nuclears amb fusió del nucli
1979 Accident de Three Mile Island

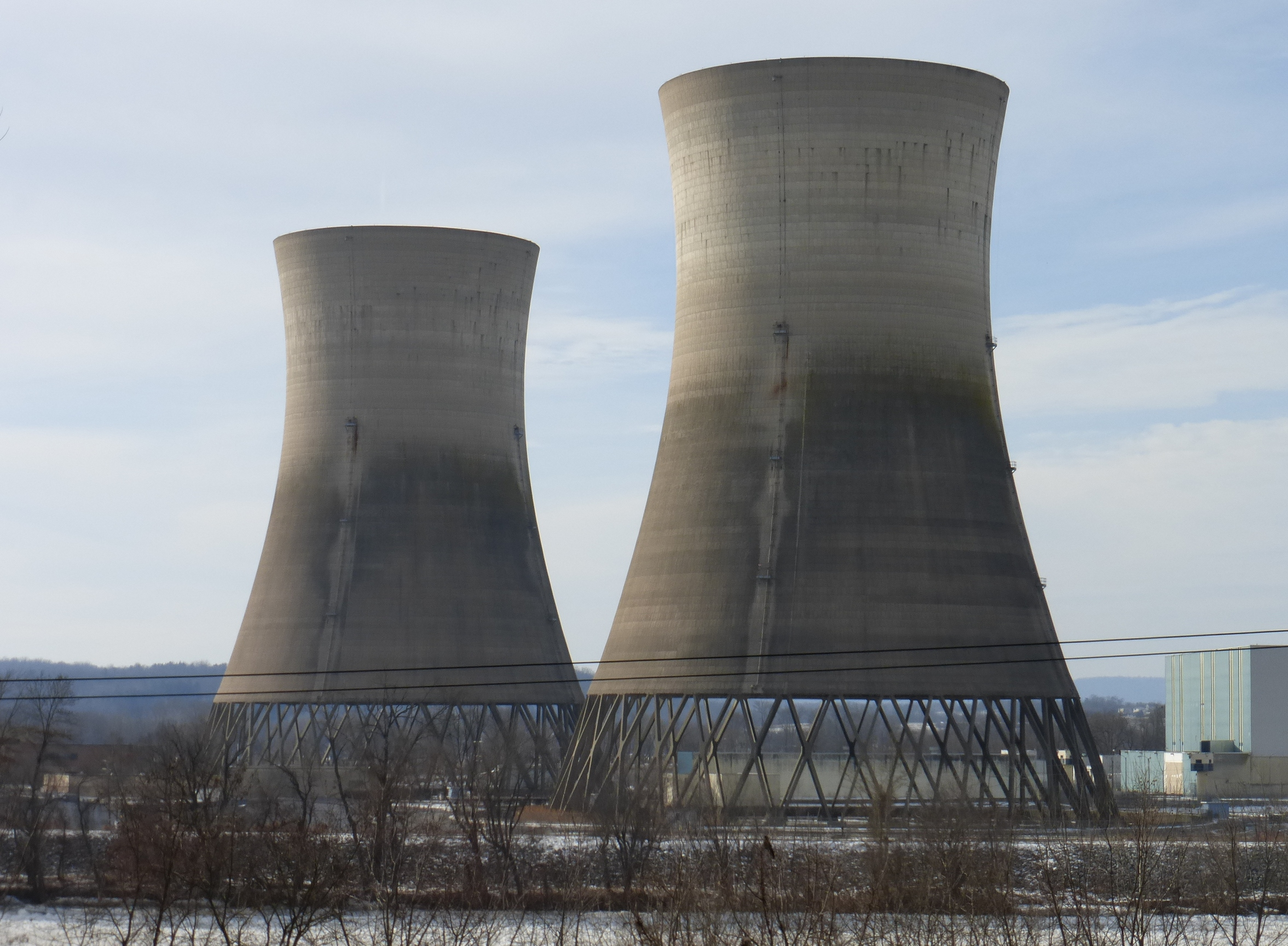
Torres de refrigeració de la central nuclear de Three Mile Island

El 28 de març de 1979 als Estats Units es va produir l'accident nuclear de Three Mile Island amb un nivell 5 a l'escala INES.
Ha sigut un dels majors accidents nuclears en la història dels Estats Units. Tot va començar amb una simple avaria en una canonada. Es va obrir una petita vàlvula per alleujar la pressió que va provocar aquesta avaria. Però, malauradament, tot i haver-se solucionat la incidència es va deixar oberta aquesta vàlvula permetent que el nucli s'escalfés uns 2400 °C per la falta de refrigerant. El sistema d'emergència, disposat a enviar aigua refrigerant al reactor, no es va activar.
Donada la fusió del nucli, es va escampar material radioactiu a més de formar-se una quantitat perillosa d'hidrogen amb un alt risc d'explosió que hagués pogut exposar al medi ambient tones de material radioactiu. Per evitar aquesta explosió es va optar per alliberar el gas radioactiu el qual va afectar la població de les ciutats circumdants.
1986 Accident de Txernòbil

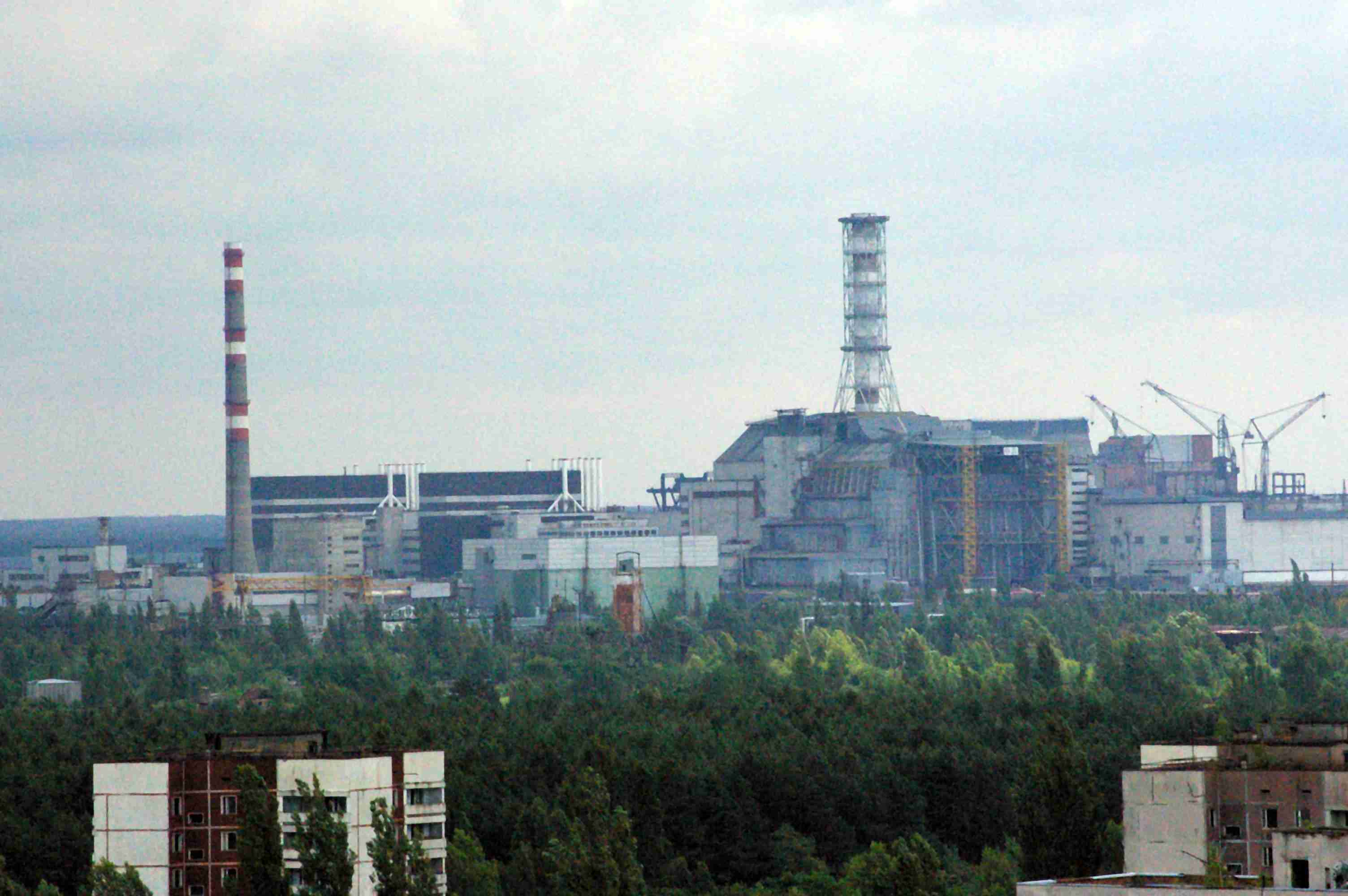
Central nuclear de Txernòbil

Aquest accident nuclear de Txernòbil a Ucraïna va ocórrer durant la nit del 25 al 26 d'abril de 1986 i té un nivell de 7 en l'escala INES.
Els tècnics de la planta d'energia van iniciar un simulacre que consistia a reduir el nivell d'energia elèctrica del reactor número 4 com a part d'un experiment controlat per comprovar si aquesta pèrdua de subministrament elèctric era suficient, donada la desacceleració de la turbina, per poder seguir refredant l'aigua del circuit principal de refrigeració fins que es posés en marxa el generador d'emergència. No obstant això, finalment va derivar en un desastre a causa d'una successió d'errors.
La descoordinació entre l'equip encarregat de la prova i el responsable de seguretat del reactor va provocar que aquest es sobreescalfés. La ruptura de diverses canonades de fuel van provocar un augment de la pressió del reactor i com a conseqüència dues explosions les quals van permetre la sortida de núvols radioactius durant 10 dies. Txernòbil va estar exposada a una radioactivitat 100 vegades major a la que va haver en Hiroshima.
Els productes alliberats eren especialment perillosos dels quals són el Iode-131 amb un temps de semidesintegració de 8’04 dies i el cesi-137 amb un període de semidesintegració d'uns 30 anys. A més a més, s'estima que tot el gas xenó va ser expulsat a l'exterior del reactor. Aquests productes es van dipositar de forma desigual depenent de la seva volatilitat i de les pluges durant aquests dies.
2011 Accident de Fukushima

Reactors de la central nuclear de Fukushima

Originari del terratrèmol al Japó l'11 de març de 2011, té un nivell de 6 a l'escala INES.
El terratrèmol no ha sigut el que ha provocat directament l'accident sinó el posterior tsunami que ha afectat a les instal·lacions. Degut al tsunami, el reactor número 1 de la central nuclear de Fukushima va experimentar una explosió seguit d'una fuita radioactiva. Posteriorment es van produir explosions i incendis als reactors 2, 3 i 4 amb fusions parcials del nucli en algun d'ells amb un alt risc de fusió total. Més endavant en el reactor número 3 es va produir una altra explosió; hi haugé una altra vegada una fuita radioactiva.
En els reactors 2,3,4 i 5 existia el risc de fusió d'aquests per un excés de calor del combustible a causa de problemes de refrigeració i per evitar mals majors es van haver de tancar les altres 11 centrals nuclears de tot el Japó.
Com a conseqüència d'aquest desastre, existeix un alt risc de pluja radioactiva a Tokio tanmateix s'han donat avisos de contaminació en aigua, llet i verdures.